# Magnús Bergs
Magnús Helgi Bergs (ur. 27 sierpnia 1956 w Reykjavíku) – islandzki piłkarz występujący na pozycji pomocnika.

## Kariera klubowa
Bergs karierę rozpoczynał w 1974 roku w barwach Valura. W ciągu sześciu sezonów zdobył z nim dwa mistrzostwa Islandii (1976, 1978) oraz trzy Puchary Islandii (1974, 1976, 1977). W 1980 roku przeszedł do niemieckiej Borussii Dortmund. W Bundeslidze zadebiutował 28 stycznia 1981 w przegranym 1:2 meczu z Bayerem Uerdingen. Przez dwa lata w barwach Borussii Bergs zagrał dwa razy.
W 1982 roku odszedł do belgijskiego KSK Tongeren. W 1983 roku, po spadku tego klubu z Eerste klasse do Tweede klasse, przeniósł się do hiszpańskiego Racingu Santander, grającego w Segunda División. Spędził tam rok, a potem wrócił do Niemiec, gdzie również przez rok reprezentował barwy Eintrachtu Brunszwik. Rozegrał tam sześć spotkań w Bundeslidze.
Potem Bergs grał jeszcze islandzkich drużynach Þróttur oraz Stjarnan. W 1990 roku zakończył karierę.

## Kariera reprezentacyjna
W reprezentacji Islandii Bergs zadebiutował 25 czerwca 1980 w zremisowanym 1:1 towarzyskim meczu z Finlandią. 27 maja 1981 w przegranym 1:6 pojedynku eliminacji Mistrzostw Świata 1982 z Czechosłowacją strzelił pierwszego gola w kadrze. W latach 1980–1985 w drużynie narodowej rozegrał łącznie 16 spotkań i zdobył 2 bramki.

## Źródła
- Magnús Bergs w bazie National Football Teams (ang.)